# Kokong

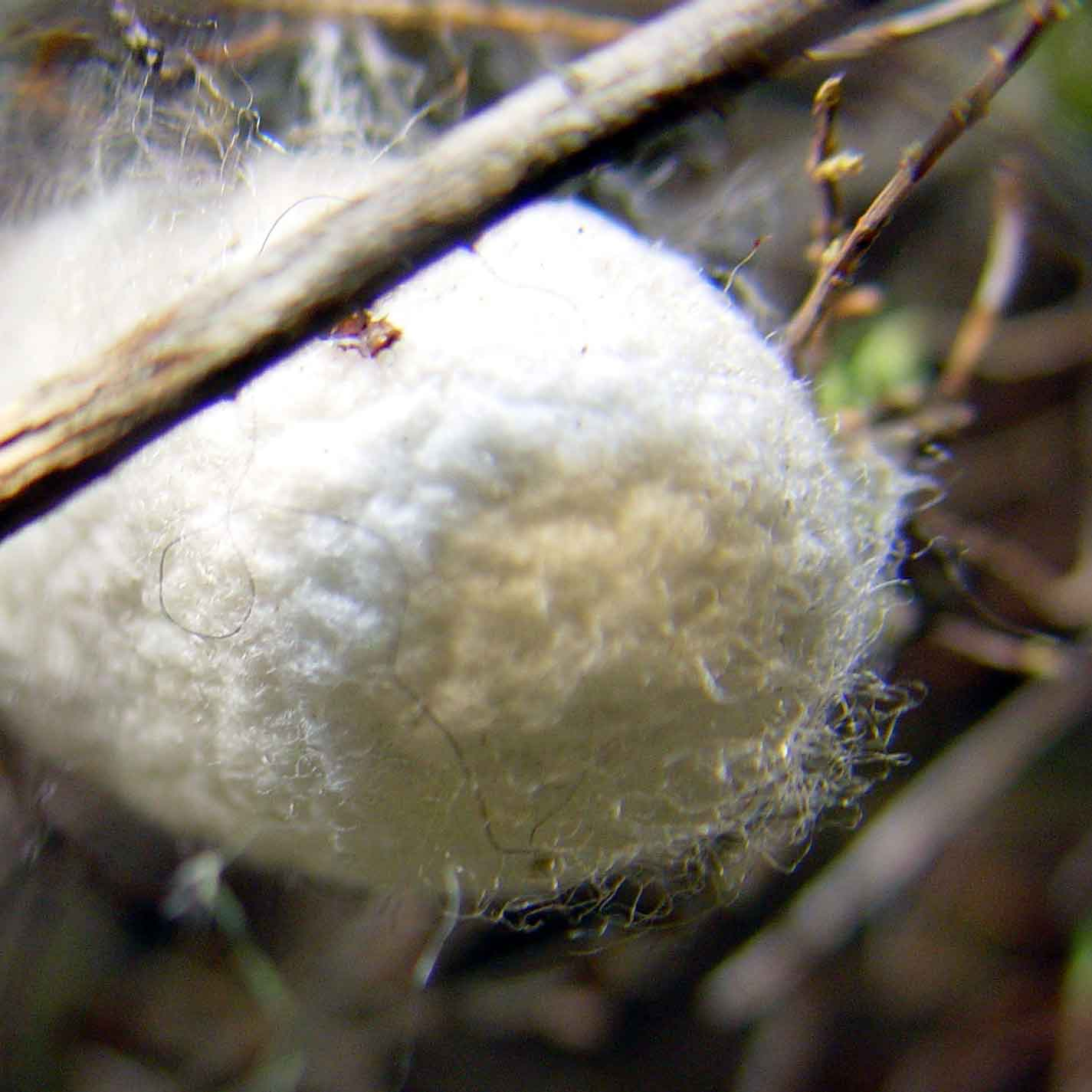
Kokong av silkesfjäril.

En kokong är ett nystan av tråd som en insektslarv vävt för sitt puppastadium. Även spindlar tillverkar kokonger, men inte för puppor utan för ägg.
Av särskild betydelse för människan har silkesmaskens kokonger varit, varifrån silkestråden utvinns. En silkeskokong består av en enda sammanhängande tråd av råsilke som är mellan 300 och 900 meter lång. Två silkeskokonger som spunnits så nära varandra att de bildat en dubbelkokong kallas för en dupionkokong.